# 6 uur van Monza 2022
De 6 uur van Monza 2022 was de vierde race van het FIA World Endurance Championship-seizoen 2022. De race werd verreden op 10 juli 2022 op het Autodromo Nazionale Monza nabij Monza, Italië.
De race werd gewonnen door de Alpine Elf Team #36 van Nicolas Lapierre, André Negrão en Matthieu Vaxivière. De LMP2-klasse werd gewonnen door de RealTeam by WRT #41 van Rui Andrade, Ferdinand Habsburg en Norman Nato. De LMP2 Pro-Am-klasse werd gewonnen door de Algarve Pro Racing #45 van James Allen, René Binder en Steven Thomas. De LMGTE Pro-klasse werd gewonnen door de Corvette Racing #64 van Tommy Milner en Nick Tandy. De LMGTE Am-klasse werd gewonnen door de Dempsey-Proton Racing #77 van Sebastian Priaulx, Christian Ried en Harry Tincknell.

## Inschrijvingen
Op 20 mei 2022 werd de inschrijvingslijst van de 6 uur van Monza onthuld. In deze race maakten de #93 en #94 Peugeot TotalEnergies hun debuut in de Hypercar-klasse. In de LMP2-klasse keerde de #5 Team Penske niet terug.

## Kwalificatie
Tijden vetgedrukt betekent de snelste tijd in die klasse.
| Pos. | Klasse      | No. | Team                      | Tijd      | Grid |
| ---- | ----------- | --- | ------------------------- | --------- | ---- |
| 1    | Hypercar    | 708 | Glickenhaus Racing        | 1:35.416  | 1    |
| 2    | Hypercar    | 8   | Toyota Gazoo Racing       | 1:36.335  | 2    |
| 3    | Hypercar    | 36  | Alpine Elf Team           | 1:36.489  | 3    |
| 4    | Hypercar    | 7   | Toyota Gazoo Racing       | 1:36.919  | 4    |
| 5    | Hypercar    | 94  | Peugeot TotalEnergies     | 2:04.887  | 5    |
| 6    | LMP2        | 22  | United Autosports USA     | 1:38.403  | 6    |
| 7    | LMP2 Pro-Am | 44  | ARC Bratislava            | 1:38.731  | 7    |
| 8    | LMP2        | 41  | RealTeam by WRT           | 1:38.780  | 8    |
| 9    | LMP2 Pro-Am | 83  | AF Corse                  | 1:38.817  | 9    |
| 10   | LMP2 Pro-Am | 45  | Algarve Pro Racing        | 1:39.122  | 10   |
| 11   | LMP2        | 9   | Prema Orlen Team          | 1:39.203  | 11   |
| 12   | LMP2        | 10  | Vector Sport              | 1:39.481  | 12   |
| 13   | LMP2        | 31  | WRT                       | 1:39.654  | 13   |
| 14   | LMP2        | 1   | Richard Mille Racing Team | 1:39.682  | 14   |
| 15   | LMP2        | 34  | Inter Europol Competition | 1:39.692  | 15   |
| 16   | LMP2 Pro-Am | 35  | Ultimate                  | 1:40.387  | 16   |
| 17   | LMP2        | 28  | Jota                      | 1:44.763  | 17   |
| 18   | LMGTE Pro   | 51  | AF Corse                  | 1:45.270  | 18   |
| 19   | LMGTE Pro   | 64  | Corvette Racing           | 1:45.324  | 19   |
| 20   | LMGTE Pro   | 52  | AF Corse                  | 1:45.328  | 20   |
| 21   | LMGTE Pro   | 91  | Porsche GT Team           | 1:45.804  | 21   |
| 22   | LMGTE Pro   | 92  | Porsche GT Team           | 1:46.024  | 22   |
| 23   | LMGTE Am    | 85  | Iron Dames                | 1:47.431  | 23   |
| 24   | LMGTE Am    | 33  | TF Sport                  | 1:47.658  | 24   |
| 25   | LMGTE Am    | 77  | Dempsey-Proton Racing     | 1:48.206  | 25   |
| 26   | LMGTE Am    | 21  | AF Corse                  | 1:48.296  | 26   |
| 27   | LMGTE Am    | 54  | AF Corse                  | 1:48.406  | 27   |
| 28   | LMGTE Am    | 98  | Northwest AMR             | 1:48.534  | 28   |
| 29   | LMGTE Am    | 56  | Team Project 1            | 1:48.813  | 29   |
| 30   | LMGTE Am    | 86  | GR Racing                 | 1:48.842  | 30   |
| 31   | LMGTE Am    | 777 | D'Station Racing          | 1:48.957  | 31   |
| 32   | LMGTE Am    | 46  | Team Project 1            | 1:48.966  | 32   |
| 33   | LMGTE Am    | 71  | Spirit of Race            | 1:49.990  | 33   |
| 34   | LMGTE Am    | 88  | Dempsey-Proton Racing     | 1:50.221  | 34   |
| 35   | LMGTE Am    | 60  | Iron Lynx                 | 1:50.296  | 35   |
| 36   | LMP2        | 23  | United Autosports USA     | Geen tijd | 36   |
| 37   | LMP2        | 38  | Jota                      | Geen tijd | 37   |
| 38   | Hypercar    | 93  | Peugeot TotalEnergies     | Geen tijd | 38   |

## Uitslag
Winnaars in hun klasse zijn vetgedrukt; Hypercar is rood, LMP2 is blauw, LMGTE Pro is groen en LMGTE Am is oranje.
| Pos. | Klasse      | No. | Team                      | Coureurs                                               | Chassis                       | Banden | Ronden | Tijd/Reden      |
| Pos. | Klasse      | No. | Team                      | Coureurs                                               | Motor                         | Banden | Ronden | Tijd/Reden      |
| ---- | ----------- | --- | ------------------------- | ------------------------------------------------------ | ----------------------------- | ------ | ------ | --------------- |
| 1    | Hypercar    | 36  | Alpine Elf Team           | André Negrão Nicolas Lapierre Matthieu Vaxivière       | Alpine A480                   | M      | 194    | 6:00:47.738     |
| 1    | Hypercar    | 36  | Alpine Elf Team           | André Negrão Nicolas Lapierre Matthieu Vaxivière       | Gibson GL458 4.5 L V8         | M      | 194    | 6:00:47.738     |
| 2    | Hypercar    | 8   | Toyota Gazoo Racing       | Sébastien Buemi Brendon Hartley Ryō Hirakawa           | Toyota GR010 Hybrid           | M      | 194    | +2.762          |
| 2    | Hypercar    | 8   | Toyota Gazoo Racing       | Sébastien Buemi Brendon Hartley Ryō Hirakawa           | Toyota 3.5 L Turbo V6         | M      | 194    | +2.762          |
| 3    | Hypercar    | 7   | Toyota Gazoo Racing       | Mike Conway Kamui Kobayashi José María López           | Toyota GR010 Hybrid           | M      | 192    | +2 ronden       |
| 3    | Hypercar    | 7   | Toyota Gazoo Racing       | Mike Conway Kamui Kobayashi José María López           | Toyota 3.5 L Turbo V6         | M      | 192    | +2 ronden       |
| 4    | LMP2        | 41  | RealTeam by Team WRT      | Rui Andrade Ferdinand Habsburg Norman Nato             | Oreca 07                      | G      | 188    | +6 ronden       |
| 4    | LMP2        | 41  | RealTeam by Team WRT      | Rui Andrade Ferdinand Habsburg Norman Nato             | Gibson GK428 4.2 L V8         | G      | 188    | +6 ronden       |
| 5    | LMP2        | 38  | Jota                      | Roberto González António Félix da Costa Will Stevens   | Oreca 07                      | G      | 188    | +6 ronden       |
| 5    | LMP2        | 38  | Jota                      | Roberto González António Félix da Costa Will Stevens   | Gibson GK428 4.2 L V8         | G      | 188    | +6 ronden       |
| 6    | LMP2        | 10  | Vector Sport              | Nico Müller Ryan Cullen Sébastien Bourdais             | Oreca 07                      | G      | 188    | +6 ronden       |
| 6    | LMP2        | 10  | Vector Sport              | Nico Müller Ryan Cullen Sébastien Bourdais             | Gibson GK428 4.2 L V8         | G      | 188    | +6 ronden       |
| 7    | LMP2        | 34  | Inter Europol Competition | Jakub Śmiechowski Alex Brundle Esteban Gutiérrez       | Oreca 07                      | G      | 188    | +6 ronden       |
| 7    | LMP2        | 34  | Inter Europol Competition | Jakub Śmiechowski Alex Brundle Esteban Gutiérrez       | Gibson GK428 4.2 L V8         | G      | 188    | +6 ronden       |
| 8    | LMP2        | 23  | United Autosports USA     | Oliver Jarvis Alex Lynn Josh Pierson                   | Oreca 07                      | G      | 188    | +6 ronden       |
| 8    | LMP2        | 23  | United Autosports USA     | Oliver Jarvis Alex Lynn Josh Pierson                   | Gibson GK428 4.2 L V8         | G      | 188    | +6 ronden       |
| 9    | LMP2        | 9   | Prema Orlen Team          | Robert Kubica Louis Delétraz Lorenzo Colombo           | Oreca 07                      | G      | 188    | +6 ronden       |
| 9    | LMP2        | 9   | Prema Orlen Team          | Robert Kubica Louis Delétraz Lorenzo Colombo           | Gibson GK428 4.2 L V8         | G      | 188    | +6 ronden       |
| 10   | LMP2 Pro-Am | 45  | Algarve Pro Racing        | Steven Thomas James Allen René Binder                  | Oreca 07                      | G      | 187    | +7 ronden       |
| 10   | LMP2 Pro-Am | 45  | Algarve Pro Racing        | Steven Thomas James Allen René Binder                  | Gibson GK428 4.2 L V8         | G      | 187    | +7 ronden       |
| 11   | LMP2 Pro-Am | 35  | Ultimate                  | Jean-Baptiste Lahaye Matthieu Lahaye François Heriau   | Oreca 07                      | G      | 187    | +7 ronden       |
| 11   | LMP2 Pro-Am | 35  | Ultimate                  | Jean-Baptiste Lahaye Matthieu Lahaye François Heriau   | Gibson GK428 4.2 L V8         | G      | 187    | +7 ronden       |
| 12   | LMP2 Pro-Am | 83  | AF Corse                  | François Perrodo Nicklas Nielsen Alessio Rovera        | Oreca 07                      | G      | 187    | +7 ronden       |
| 12   | LMP2 Pro-Am | 83  | AF Corse                  | François Perrodo Nicklas Nielsen Alessio Rovera        | Gibson GK428 4.2 L V8         | G      | 187    | +7 ronden       |
| 13   | LMP2        | 28  | Jota                      | Oliver Rasmussen Ed Jones Jonathan Aberdein            | Oreca 07                      | G      | 186    | +8 ronden       |
| 13   | LMP2        | 28  | Jota                      | Oliver Rasmussen Ed Jones Jonathan Aberdein            | Gibson GK428 4.2 L V8         | G      | 186    | +8 ronden       |
| 14   | LMP2 Pro-Am | 44  | ARC Bratislava            | Miroslav Konôpka Mathias Beche Tijmen van der Helm     | Oreca 07                      | G      | 186    | +8 ronden       |
| 14   | LMP2 Pro-Am | 44  | ARC Bratislava            | Miroslav Konôpka Mathias Beche Tijmen van der Helm     | Gibson GK428 4.2 L V8         | G      | 186    | +8 ronden       |
| 15   | LMGTE Pro   | 64  | Corvette Racing           | Tommy Milner Nick Tandy                                | Chevrolet Corvette C8.R       | M      | 181    | +13 ronden      |
| 15   | LMGTE Pro   | 64  | Corvette Racing           | Tommy Milner Nick Tandy                                | Chevrolet 5.5 L V8            | M      | 181    | +13 ronden      |
| 16   | LMGTE Pro   | 52  | AF Corse                  | Miguel Molina Antonio Fuoco                            | Ferrari 488 GTE Evo           | M      | 181    | +13 ronden      |
| 16   | LMGTE Pro   | 52  | AF Corse                  | Miguel Molina Antonio Fuoco                            | Ferrari F154CB 3.9 L Turbo V8 | M      | 181    | +13 ronden      |
| 17   | LMGTE Pro   | 51  | AF Corse                  | Alessandro Pier Guidi James Calado                     | Ferrari 488 GTE Evo           | M      | 181    | +13 ronden      |
| 17   | LMGTE Pro   | 51  | AF Corse                  | Alessandro Pier Guidi James Calado                     | Ferrari F154CB 3.9 L Turbo V8 | M      | 181    | +13 ronden      |
| 18   | LMGTE Pro   | 92  | Porsche GT Team           | Michael Christensen Kévin Estre                        | Porsche 911 RSR-19            | M      | 181    | +13 ronden      |
| 18   | LMGTE Pro   | 92  | Porsche GT Team           | Michael Christensen Kévin Estre                        | Porsche 4.2 L Flat-6          | M      | 181    | +13 ronden      |
| 19   | LMGTE Pro   | 91  | Porsche GT Team           | Gianmaria Bruni Frédéric Makowiecki                    | Porsche 911 RSR-19            | M      | 180    | +14 ronden      |
| 19   | LMGTE Pro   | 91  | Porsche GT Team           | Gianmaria Bruni Frédéric Makowiecki                    | Porsche 4.2 L Flat-6          | M      | 180    | +14 ronden      |
| 20   | LMGTE Am    | 77  | Dempsey-Proton Racing     | Christian Ried Sebastian Priaulx Harry Tincknell       | Porsche 911 RSR-19            | M      | 179    | +15 ronden      |
| 20   | LMGTE Am    | 77  | Dempsey-Proton Racing     | Christian Ried Sebastian Priaulx Harry Tincknell       | Porsche 4.2 L Flat-6          | M      | 179    | +15 ronden      |
| 21   | LMP2        | 31  | Team WRT                  | Sean Gelael Robin Frijns René Rast                     | Oreca 07                      | G      | 178    | +16 ronden      |
| 21   | LMP2        | 31  | Team WRT                  | Sean Gelael Robin Frijns René Rast                     | Gibson GK428 4.2 L V8         | G      | 178    | +16 ronden      |
| 22   | LMGTE Am    | 85  | Iron Dames                | Rahel Frey Sarah Bovy Michelle Gatting                 | Ferrari 488 GTE Evo           | M      | 178    | +16 ronden      |
| 22   | LMGTE Am    | 85  | Iron Dames                | Rahel Frey Sarah Bovy Michelle Gatting                 | Ferrari F154CB 3.9 L Turbo V8 | M      | 178    | +16 ronden      |
| 23   | LMP2        | 22  | United Autosports USA     | Philip Hanson Filipe Albuquerque Will Owen             | Oreca 07                      | G      | 178    | +16 ronden      |
| 23   | LMP2        | 22  | United Autosports USA     | Philip Hanson Filipe Albuquerque Will Owen             | Gibson GK428 4.2 L V8         | G      | 178    | +16 ronden      |
| 24   | LMGTE Am    | 46  | Team Project 1            | Matteo Cairoli Mikkel O. Pedersen Nicolas Leutwiler    | Porsche 911 RSR-19            | M      | 178    | +16 ronden      |
| 24   | LMGTE Am    | 46  | Team Project 1            | Matteo Cairoli Mikkel O. Pedersen Nicolas Leutwiler    | Porsche 4.2 L Flat-6          | M      | 178    | +16 ronden      |
| 25   | LMGTE Am    | 60  | Iron Lynx                 | Claudio Schiavoni Matteo Cressoni Giancarlo Fisichella | Ferrari 488 GTE Evo           | M      | 178    | +16 ronden      |
| 25   | LMGTE Am    | 60  | Iron Lynx                 | Claudio Schiavoni Matteo Cressoni Giancarlo Fisichella | Ferrari F154CB 3.9 L Turbo V8 | M      | 178    | +16 ronden      |
| 26   | LMGTE Am    | 71  | Spirit of Race            | Franck Dezoteux Pierre Ragues Gabriel Aubry            | Ferrari 488 GTE Evo           | M      | 177    | +17 ronden      |
| 26   | LMGTE Am    | 71  | Spirit of Race            | Franck Dezoteux Pierre Ragues Gabriel Aubry            | Ferrari F154CB 3.9 L Turbo V8 | M      | 177    | +17 ronden      |
| 27   | LMGTE Am    | 88  | Dempsey-Proton Racing     | Fred Poordad Patrick Lindsey Jan Heylen                | Porsche 911 RSR-19            | M      | 177    | +17 ronden      |
| 27   | LMGTE Am    | 88  | Dempsey-Proton Racing     | Fred Poordad Patrick Lindsey Jan Heylen                | Porsche 4.2 L Flat-6          | M      | 177    | +17 ronden      |
| 28   | LMGTE Am    | 21  | AF Corse                  | Simon Mann Christoph Ulrich Toni Vilander              | Ferrari 488 GTE Evo           | M      | 177    | +17 ronden      |
| 28   | LMGTE Am    | 21  | AF Corse                  | Simon Mann Christoph Ulrich Toni Vilander              | Ferrari F154CB 3.9 L Turbo V8 | M      | 177    | +17 ronden      |
| 29   | LMGTE Am    | 98  | Northwest AMR             | Paul Dalla Lana David Pittard Nicki Thiim              | Aston Martin Vantage AMR      | M      | 177    | +17 ronden      |
| 29   | LMGTE Am    | 98  | Northwest AMR             | Paul Dalla Lana David Pittard Nicki Thiim              | Aston Martin 4.0 L Turbo V8   | M      | 177    | +17 ronden      |
| 30   | LMGTE Am    | 54  | AF Corse                  | Thomas Flohr Francesco Castellacci Nick Cassidy        | Ferrari 488 GTE Evo           | M      | 177    | +17 ronden      |
| 30   | LMGTE Am    | 54  | AF Corse                  | Thomas Flohr Francesco Castellacci Nick Cassidy        | Ferrari F154CB 3.9 L Turbo V8 | M      | 177    | +17 ronden      |
| 31   | LMGTE Am    | 56  | Team Project 1            | Brendan Iribe Ollie Millroy Ben Barnicoat              | Porsche 911 RSR-19            | M      | 176    | +18 ronden      |
| 31   | LMGTE Am    | 56  | Team Project 1            | Brendan Iribe Ollie Millroy Ben Barnicoat              | Porsche 4.2 L Flat-6          | M      | 176    | +18 ronden      |
| 32   | LMGTE Am    | 777 | D'Station Racing          | Satoshi Hoshino Tomonobu Fujii Charlie Fagg            | Aston Martin Vantage AMR      | M      | 171    | +23 ronden      |
| 32   | LMGTE Am    | 777 | D'Station Racing          | Satoshi Hoshino Tomonobu Fujii Charlie Fagg            | Aston Martin 4.0 L Turbo V8   | M      | 171    | +23 ronden      |
| 33   | Hypercar    | 94  | Peugeot TotalEnergies     | Loïc Duval Gustavo Menezes James Rossiter              | Peugeot 9X8                   | M      | 169    | +25 ronden      |
| 33   | Hypercar    | 94  | Peugeot TotalEnergies     | Loïc Duval Gustavo Menezes James Rossiter              | Peugeot 2.6 L Turbo V6        | M      | 169    | +25 ronden      |
| 34   | LMGTE Am    | 86  | GR Racing                 | Ben Barker Riccardo Pera Michael Wainwright            | Porsche 911 RSR-19            | M      | 163    | +31 ronden      |
| 34   | LMGTE Am    | 86  | GR Racing                 | Ben Barker Riccardo Pera Michael Wainwright            | Porsche 4.2 L Flat-6          | M      | 163    | +31 ronden      |
| 35   | LMP2        | 1   | Richard Mille Racing Team | Lilou Wadoux Paul-Loup Chatin Charles Milesi           | Oreca 07                      | G      | 146    | +48 ronden      |
| 35   | LMP2        | 1   | Richard Mille Racing Team | Lilou Wadoux Paul-Loup Chatin Charles Milesi           | Gibson GK428 4.2 L V8         | G      | 146    | +48 ronden      |
| DNF  | Hypercar    | 708 | Glickenhaus Racing        | Olivier Pla Romain Dumas Pipo Derani                   | Glickenhaus SCG 007 LMH       | M      | 96     | Turbocompressor |
| DNF  | Hypercar    | 708 | Glickenhaus Racing        | Olivier Pla Romain Dumas Pipo Derani                   | Glickenhaus 3.5 L Turbo V8    | M      | 96     | Turbocompressor |
| DNF  | LMGTE Am    | 33  | TF Sport                  | Ben Keating Marco Sørensen Henrique Chaves             | Aston Martin Vantage AMR      | M      | 73     | Ongeluk         |
| DNF  | LMGTE Am    | 33  | TF Sport                  | Ben Keating Marco Sørensen Henrique Chaves             | Aston Martin 4.0 L Turbo V8   | M      | 73     | Ongeluk         |
| DNF  | Hypercar    | 93  | Peugeot TotalEnergies     | Paul di Resta Mikkel Jensen Jean-Éric Vergne           | Peugeot 9X8                   | M      | 46     | Uitgevallen     |
| DNF  | Hypercar    | 93  | Peugeot TotalEnergies     | Paul di Resta Mikkel Jensen Jean-Éric Vergne           | Peugeot 2.6 L Turbo V6        | M      | 46     | Uitgevallen     |

## Tussenstanden na wedstrijd
Hypercar (coureurs)
| Pos | Coureur                                          | Punten |
| --- | ------------------------------------------------ | ------ |
| 1   | André Negrão Nicolas Lapierre Matthieu Vaxivière | 106    |
| 2   | Sébastien Buemi Brendon Hartley Ryō Hirakawa     | 96     |
| 3   | Mike Conway Kamui Kobayashi José María López     | 76     |
| 4   | Olivier Pla Romain Dumas                         | 70     |
| 5   | Pipo Derani                                      | 47     |

Hypercar (constructeurs)
| Pos | Constructeur | Punten |
| --- | ------------ | ------ |
| 1   | Toyota       | 121    |
| 2   | Alpine       | 106    |
| 3   | Glickenhaus  | 70     |
| 4   | Peugeot      | 12     |

LMGTE (coureurs)
| Pos | Coureur                            | Punten |
| --- | ---------------------------------- | ------ |
| 1   | Alessandro Pier Guidi James Calado | 95     |
| 2   | Gianmaria Bruni                    | 94     |
| 3   | Michael Christensen Kévin Estre    | 93     |
| 4   | Richard Lietz                      | 94     |
| 5   | Antonio Fuoco Miguel Molina        | 75     |

LMGTE (constructeurs)
| Pos | Constructeur | Punten |
| --- | ------------ | ------ |
| 1   | Porsche      | 187    |
| 2   | Ferrari      | 170    |
| 3   | Chevrolet    | 65     |

LMP2 (coureurs)
| Pos | Coureur                                              | Punten |
| --- | ---------------------------------------------------- | ------ |
| 1   | António Félix da Costa Roberto González Will Stevens | 95     |
| 2   | Oliver Jarvis Josh Pierson                           | 76     |
| 3   | Rui Andrade Ferdinand Habsburg Norman Nato           | 68     |
| 4   | Lorenzo Colombo Louis Delétraz Robert Kubica         | 68     |
| 5   | Sean Gelael Robin Frijns René Rast                   | 53     |

LMP2 (teams)
| Pos | Nr | Team                  | Punten |
| --- | -- | --------------------- | ------ |
| 1   | 38 | Jota                  | 95     |
| 2   | 23 | United Autosports USA | 76     |
| 3   | 41 | RealTeam by WRT       | 68     |
| 4   | 9  | Prema Orlen Team      | 68     |
| 5   | 31 | WRT                   | 53     |

LMP2 Pro-Am (coureurs)
| Pos | Coureur                                              | Punten |
| --- | ---------------------------------------------------- | ------ |
| 1   | Steven Thomas James Allen René Binder                | 116    |
| 2   | François Perrodo Nicklas Nielsen Alessio Rovera      | 114    |
| 3   | Jean-Baptiste Lahaye Matthieu Lahaye François Heriau | 84     |
| 4   | Miroslav Konôpka                                     | 60     |
| 5   | Bent Viscaal Tristan Vautier                         | 30     |

LMP2 Pro-Am (teams)
| Pos | Nr | Team               | Punten |
| --- | -- | ------------------ | ------ |
| 1   | 45 | Algarve Pro Racing | 116    |
| 2   | 83 | AF Corse           | 114    |
| 3   | 35 | Ultimate           | 84     |
| 4   | 44 | ARC Bratislava     | 60     |

LMGTE Am (coureurs)
| Pos | Coureur                                          | Punten |
| --- | ------------------------------------------------ | ------ |
| 1   | Ben Keating Marco Sørensen                       | 97     |
| 2   | Paul Dalla Lana David Pittard Nicki Thiim        | 93     |
| 3   | Christian Ried Sebastian Priaulx Harry Tincknell | 77     |
| 4   | Henrique Chaves                                  | 69     |
| 5   | Rahel Frey                                       | 51     |

LMGTE Am (teams)
| Pos | Nr | Team                  | Punten |
| --- | -- | --------------------- | ------ |
| 1   | 33 | TF Sport              | 97     |
| 2   | 98 | Northwest AMR         | 93     |
| 3   | 77 | Dempsey-Proton Racing | 77     |
| 4   | 85 | Iron Dames            | 51     |
| 5   | 86 | GR Racing             | 38     |